# Azochis tallasalis
Azochis tallasalis là một loài bướm đêm trong họ Crambidae.